# Sportanlage Leitawis
Het Sportanlage Leitawis is een voetbalstadion in de Liechtensteinse gemeente Triesenberg. Het stadion heeft een capaciteit van 800 mensen en is het thuisstadion van FC Triesenberg. Het werd geopend in 1971.